# Ambasadorowie Austrii w Rosji i ZSRR
Kontakty między Austrią a Wielkim Księstwem Moskiewskim nawiązano na początku XVI wieku. Zintensyfikowane zostały na początku XVIII wieku Ponieważ Francja popierała wówczas Szwecję, Austria traktowała Rosję jako przeciwwagę dla francuskich wpływów na Wschodzie.
W czasie wojny o sukcesję austriacką (1741–1748), Rosjanie posłali armię w sukurs Austriakom, lecz przybyła ona za późno by wziąć udział w walkach.
Poprawne, lub wręcz dobre stosunki między obu cesarstwami zakończyły się gdy, Katarzyna Wielka zdecydowała się (1763) związać z Prusami, a w XIX wieku, ze względu na konkurencję wpływów na Bałkanach oba kraje stały się śmiertelnymi wrogami. W 1914 roku relacje dyplomatyczne zostały zerwane.

## Ambasadorowie Austrii w Rosji

### XVI wiek
- 1517 – Siegmund von Herberstein

### XVII wiek
- 1698–1699 – Christoph Ignaz von Guarient

### Monarchia Habsburgów→Imperium Rosyjskie
- 1721–1722 – Stephan Wilhelm Kinsky
- 1722–1725 – Nicolaus von Hochholzer
- 1725–1727 – Amadeus Rabutin
- 1727–1728 – Lorenz von Caramé
- 1728–1732 – Franz Wratislaw
- 1732–1734 – Nikolaus von Hochholzer
- 1734–1738 – Johann Franz Heinrich Carl von Ostein
- 1738–1742 – Antoniotto Botta Adorno
- 1742–1744 – Nikolaus von Hochholzer
- 1744–1745 – Philipp von Orsini-Rosenberg
- 1745–1746 – Nikolaus von Hochholzer
- 1746–1748 – Johann Franz von Pretlack vel von Bretlack[1]
- 1748–1751 – Josef Bernes
- 1751–1753 – Johann Franz von Pretlack
- 1753–1761 – Miklós Esterházy de Galántha (Nikolaus Esterházy de Galantha)
- 1761–1763 – Florimond Claude von Mercy-Argenteau
- 1762–1764 – Antoniotto de Botta-Adorno
- 1763–1777 – Joseph Maria Karl von Lobkowitz
- 1777–1779 – Josef von Kaunitz-Rietberg
- 1779–1800 – Johann Ludwig von Cobenzl
- 1800–1801 – Johann Locatelli
- 1801–1802 – Franz von Saurau
- 1802–1803 – Josef von Hudelist
- 1803–1805 – Johann Philipp von Stadion

### Cesarstwo Austrii→Imperium Rosyjskie
- 1805–1806 – Teodoro Sanchez d'Aguilar
- 1806 – Karl Binder von Krieglstein
- 1806–1808 – Maximilian von Merveldt
- 1808–1809 – Karl Philipp zu Schwarzenberg
- 1809–1812 – Josef von Saint-Julien
- 1815–1816 – Johann von Provost
- 1816 – Ludwig von Lebzeltern
- 1816 – Heinrich von Bombelles
- 1827–1828 – Stephan Zichy
- 1827 – Maximilian von Kaiserfeld
- 1829 – Otto von Meysenbug
- 1829–1840 – Karl Ludwig von Ficquelmont
- 1843–1847– Franz de Paula von Colloredo-Wallsee
- 1848 – Eduard von Lebzelten-Collenbach
- 1848–1851 – Karl Ferdinand von Buol-Schauenstein
- 1851 – Franz von Colloredo-Wallsee
- 1851 – Eduard von Lebzelten-Collenbach
- 1852–1853 – Alexander von Mensdorff-Pouilly
- 1853–1858 – Valentin von Esterházy
- 1853 – Emmerich Széchényi
- 1859–1862 – Friedrich von Thun und Hohenstein
- 1859 – Friedrich Revertera von Salandra
- 1864 – Albin von Vetsera
- 1864–1868 – Friedrich Revertera von Salandra

### Austro-Węgry→Imperium Rosyjskie
- 1869–1871 – Boguslaw Chotek von Chotkow
- 1871–1880 – Ferdinand von Langenau (od 1874 jako ambasador)
- 1880 – Konstantin von Trauttenberg
- 1880–1881 – Gustav Kálnoky (Gustav Zsigismond von Kröspatak)
- 1882–1894 – Anton von Wolkenstein-Trostburg
- 1894–1898 – Franz I. von und zu Liechtenstein
- 1899–1906 – Alois Lexa von Aehrenthal
- 1906–1911 – Leopold Berchtold
- 1911–1913 – Douglas von Thurn und Valsássina
- 1913–1914 – Gyula Szapáry

### Republika Austrii→Związek Socjalistycznych Republik Radzieckich
- 1924–1927 – Otto Pohl
- 1945–1946 – Karl Waldbrunner
- 1946 – Karl Braunias
- 1946 – Norbert Bischoff
- 1960–1964 – Heinrich Haymerle
- 1964–1970 – Walter Wodak
- 1970–1974 – Heinrich Haymerle
- 1975 – Heinz Standenat
- 1978–1981 – Gerald Hinteregger
- 1981–1986 – Helmut Liedermann
- 1985 – Herbert Grubmayr

### Republika Austrii→Federacja Rosyjska
- 1992–1995 – Friedrich Bauer
- 1999 – Franz Cede
- 2003–2009 – Martin Vukovich
- 2009–2014 – Margot Klestil-Löffler
- 2015–2017 – Emil Brix
- od 11 grudnia 2017 – Johannes Eigner[2]